# Коробчаста черепаха прикрашена
Коробчаста черепаха прикрашена (Terrapene ornata) — вид черепах з роду Коробчаста черепаха родини Прісноводні черепахи. Має 2 підвиди.

## Опис
Загальна довжина карапаксу досягає 14 см. Спостерігається статевий диморфізм: самиці більші за самців. Голова середнього розміру. Карапакс куполоподібний. Є рухомі шарніри на пластроні, що дозволяють зачиняти панцир (змикати карапакс і пластрон). На задніх лапах по 3 пальці.
Голова, шия, кінцівки мають жовтуватий колір. Є яскраві жовто—зелені плями на вухах. У самців вуха червоного кольору, а у самиць — жовтого. Карапакс чорний або темно—коричневий. На другому реберному щитку має 5—14 радіальних ліній, які з віком можуть зникати.

## Спосіб життя
Полюбляє відкриті простори, вкриті травою та дрібним чагарником. Впадає у сплячку з листопада по березень. Полює у сутінках та вранці. Харчується ягодами, фруктами, равликами, личинками комах, гусеню, цвіркунами, пуголовками, хробаками, слимаками, грибами.
Самиця відкладає 3-5 яєць. За сезон буває 1—2 кладки. За температури 23—30 °C інкубаційний період триває 55—125 діб.

## Розповсюдження
Мешкає США: від Іллінойсу, Айови, Південної Дакоти і сходу Вайомінгу на південь до південного заходу Луїзіани, Техасу, Нью-Мексико, Аризоні, а також у  Вісконсині, на північному заході Індіани. Часто зустрічається у штатах Сонора і Чіуауа (Мексика).

## Підвиди
- Terrapene ornata ornata
- Terrapene ornata luteola